# 近鉄6800系電車
近鉄6800系電車（きんてつ6800けいでんしゃ）は、近畿日本鉄道が1957年に南大阪線向けに導入した電車の一系列。南大阪線区では初の高性能通勤車で、また日本で初めての各駅停車用高加減速車両でもある。
旧型車で運行される急行や準急のダイヤの間を縫ってウサギのように発進・停止する様子から、「ラビットカー」(Rabbit Car)の愛称が命名された。

## 概要

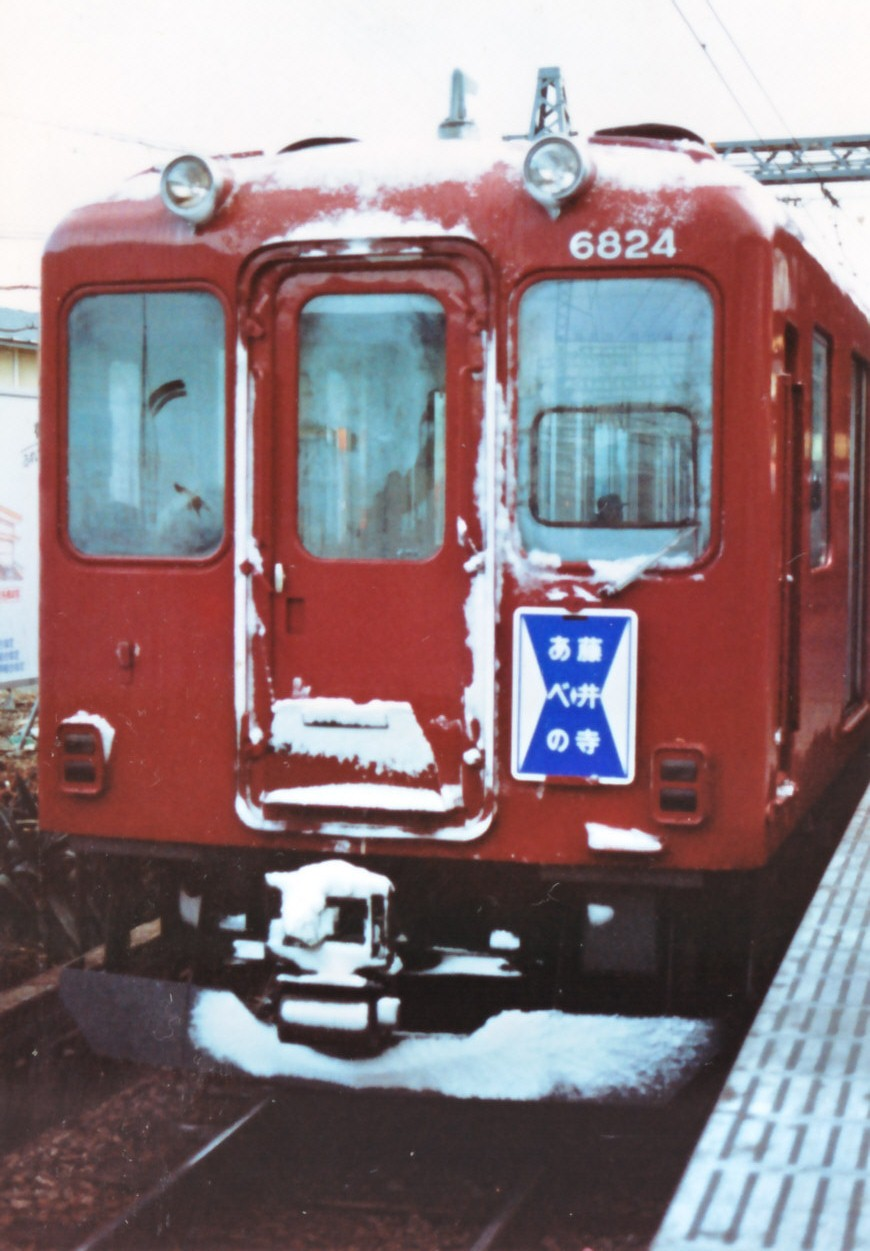
6824 ライト間隔が広がった後期車

1954年に改造試作車のモ1450形で導入され、1955年の奈良線用800系で量産化されていた高性能通勤車の南大阪線版で、同線の各駅停車用に開発された。南大阪線系統では1949年12月落成の6411系以来8年ぶりとなる新形式車両でもあった。
近鉄では初めて、1両片側あたり両開き4扉車体を採用し、その後の近鉄通勤車の基本レイアウトやデザインに影響を与えた。1963年までに40両が製造された。

## 編成
モ6800形は2両1編成。大阪阿部野橋寄りからモ6800偶数車(Mc)-モ6800奇数車 (Mc) と編成を組む（6802Fの場合は阿部野橋方より6802-6801となる）。MMユニット・オール電動車方式により起動加速度4.0km/h/s・減速度4.5km/h/s という高加速・高減速を可能とした。このため当時は6800系同士あるいは高加減速増備車の6900系としか連結できなかった。
同時に製造されたモ6850形は増結用の単車のため、1M方式が採用されており、パンタグラフが6851 - 6854は連結面寄りに、6855 - 6858は運転台寄りに取り付けられている。また、当初、6851・53は吉野向き、52・54は大阪阿部野橋向きであったが、55 - 58の登場に伴い52は1963年、54は1962年に吉野向きになった。55 - 58は、当初より全車とも大阪阿部野橋向きである。なお、運用によっては、モ6850形を背中合わせとしてモ6800奇数 - モ6800偶数と同等の2両編成に組成することもあった。

## 構造

### 車体
車体は20m級両開き4扉（1300mm幅、両引戸）・2個1組の大きなサッシュレス下降窓が採用された。大阪線向けの20m級両開き3扉車1460系電車などと比較した場合、4扉車は収容力や客扱い能力において優位であった。そのため、後に大阪線1470系、名古屋線1600系、奈良線900系などの他線区の車両にも適用され、レイアウト・スタイリングとも近鉄通勤電車に長く用いられる基本デザインとなっている。
1次車では前照灯の間隔が980mmで、以降の電車の1300mmより狭くなっており、印象が異なる。これは計画途中までは前照灯1灯（1460系同様の前面）とする予定を変更した結果である。また、屋根上ベンチレーターの配列についても1次車では蒲鉾型ベンチレーターの他に大型のガーランド型ベンチレーターも設置されていたが、2次車以降では蒲鉾型ベンチレーターのみの設置となった。
化粧板の色は関西私鉄標準の薄茶色であり、無塗製材（メラミン化粧板）を使用し、保守の省力化を図った。吊革は4列として、中央の2列はバネによるハネ上げ式を採用した。妻面の貫通路はモ6800形は奇数車・偶数車とも広幅であり、増結用のモ6850形は運転台付車両と連結する関係で通常幅であった。
塗装はオレンジバーミリオンに白帯を採用し、画家で二科会会員の吉原治良がデザインした「ラビットマーク」が側面に取り付けられていた。ラビットマークは1 - 3次車は白色エナメルの塗装、4次車以降ではステンレス製であったが、1次車から3次車でもステンレス無塗装のものに取り換えた車両もあった。
1961年度増備の3次車では運転台が全室化され、前面の標識灯・尾灯が2段式となった。

### 機器類
主電動機は狭軌用の三菱電機製 MB-3032S （定格出力75kW、端子電圧375V換算定格1600rpm、最高回転数4500rpm、最弱界磁率40%）で、既に近鉄で先行例のあるWN駆動方式を採用した。MB-3032系主電動機は狭軌用のWN駆動モーターとしては日本で初めて75kW級の出力を達成したモデルで、小田急2220形や長野電鉄2000系などにも採用された最新機種であったが、本系列の運用ではこのモーターに意図的に過負荷を与える手法を採った。
制御装置は三菱電機製電動カム軸式 ABF-108-15MDH である。当時、同じ近鉄の主要路線でも同じ三菱電機製電装を標準としていた大阪線ではウエスチングハウス(WH)の流れを汲む単位スイッチ式制御器が使用されており、三菱製の電動カム軸式制御器は近鉄初採用であった。
南大阪線の場合、前身の旧大阪鉄道から継承された旧型車の制御装置はすべてWH社製単位スイッチ式であった。従って、保守・運用上の機構統一の見地からすれば、南大阪線新造車にはWH社の機構を継承した三菱製単位スイッチ制御器採用もあり得たが、近鉄成立後に投入された1949年製造の6801系（後の6411系）では日立製作所製MMC電動カム軸制御装置が採用されている。
本系列の制御器は三菱製であるが、続く1963年の6900系（後の6000系。6800系をベースに主電動機の出力を135kWに増強してTc車を増結可能にした）では再び日立製制御器搭載となったため、結果的に南大阪線所属車両で三菱製制御器を使用した高性能車は本系列のみとなった。
集電装置は三菱電機製 S-524-A で奇数車連結面寄りに設置され、補助電源装置は三菱電機製 MG-57B-S である。制動装置は三菱製 HSC電磁直通ブレーキとしたが、抑速制動は設けられていない。空気圧縮機は三菱製 D-3-FR、台車は近畿車輛製シュリーレン台車 KD-23である。
この車両の空気笛にはダブルホーンが採用されたが、他線新造一般車の空気笛がシングルホーンであったのと対照的であった。なお、電気笛は当初搭載されていなかった。

### 性能
当初の本系列は南大阪線起点の近郊区間である大阪阿部野橋 - 矢田の輸送力増強用に製造され、急行と各駅停車とが同一時分で運転できる性能を備えていたとされる。これは、用途を区間専用車として思い切った設定と運用を実行した結果であった。朝ラッシュ時の混雑が激しい上り大阪阿部野橋方面行きでは、高い起動加速度を確保するため、定格75kWのモーターを実質90kW相当の過負荷で使用するが、同じ時間帯の下りの運用は当時は空車に近い乗車率で、この軽負荷運用を利用し、折り返して過負荷の掛かる上り運用に就くまでにモーターを冷却させるという手法で運用上の計算を働かせたのである。
モーターに負荷を掛けて4.0km/h/sという起動加速度を得ている関係で、ラビットカーのスペックを企図したとおりに発揮させるには、往復のうち片道の運転は輸送量が少ないのが条件の一つである。限定運用当時での実際の運用では、混雑の激しい大阪阿部野橋 - 矢田間の専用運転のほか、矢田以東に直通する普通や、準急・急行運用（長野線および御所線直通を含む）もこなしていた。
当時の運用では、南大阪線の大阪阿部野橋 - 藤井寺間は高加速弱め界磁運転、藤井寺 - 橿原神宮駅（現・橿原神宮前）間と御所線の尺土 - 近畿日本御所（現・近鉄御所）間では低加速運転、長野線の古市 - 河内長野間は高加速運転と運用の使い分け（限定運用当時、吉野線では抵抗器容量の関係で入線不可能であった。道明寺線は入線可能であったが、限定運用当時は入線実績はなかった）を行っていたため、電動機の耐性には問題は生じなかった。ただし、初期には車両数と運用の関係で、南大阪線の古市以東や御所線での運用はあまり設定されなかったが、増備が進むに連れて徐々に設定されるようになった。

## 改造工事

### マルーン単色への変更
1968年から塗装工程簡略化のため、マルーン一色となり、それと同時にラビットマークも取り外された。

### 減速度引き下げと吉野線入線対応
1969年に減速度が1969年に4.0km/h/sに下げられ、6900系以外の他のカルダン駆動車とも連結可能となった。また、同時に抵抗器の容量を増やして吉野線への入線が可能となった。

### 全室運転台化
後年のATS、列車無線等の整備とともに運転台の全室化が行われた。このうち2次車6813 - 6821の奇数車は列車無線設置が省略され半室運転台で残り、構内の入換や列車の増解結の時に使用され営業運転で先頭に立たなくなった。

### ラビットカー塗装の復刻
モ6851は1987年にデビュー30周年を記念して元のオレンジに白帯に戻され、同年10月18日の1日のみであったが、団体専用列車で運用された（この運転を最後に廃車）。ただし、モ6851のラビットマークは原型が白のペイントであったが、このリバイバル塗装ではステンレス製のものを取り付けていたので、厳密には落成当時の意匠ではなかった。

### 冷房化改造
6800系の冷房化改造は製造年月が比較的新しかった6855 - 6858の4両のみ1989年に実施され、長野線などでの5両編成の運用のための増結用として利用された。冷房改造時にパンタグラフをPT-48形に変更の上、連結面寄に移設している。
冷房電源用のMGを設置できる床下スペースがないため、併結可能な編成を限定し、冷房電源のみ併結した編成から供給する方法を採用した。増結可能な編成は6020系6128F・6129F及び6200系6301F・6302F・6307F・6308F・6309Fであった。冷房以外のサービス用電源は自車のMG（HG-583形）から供給する方法をとった。

### 養老線への転用

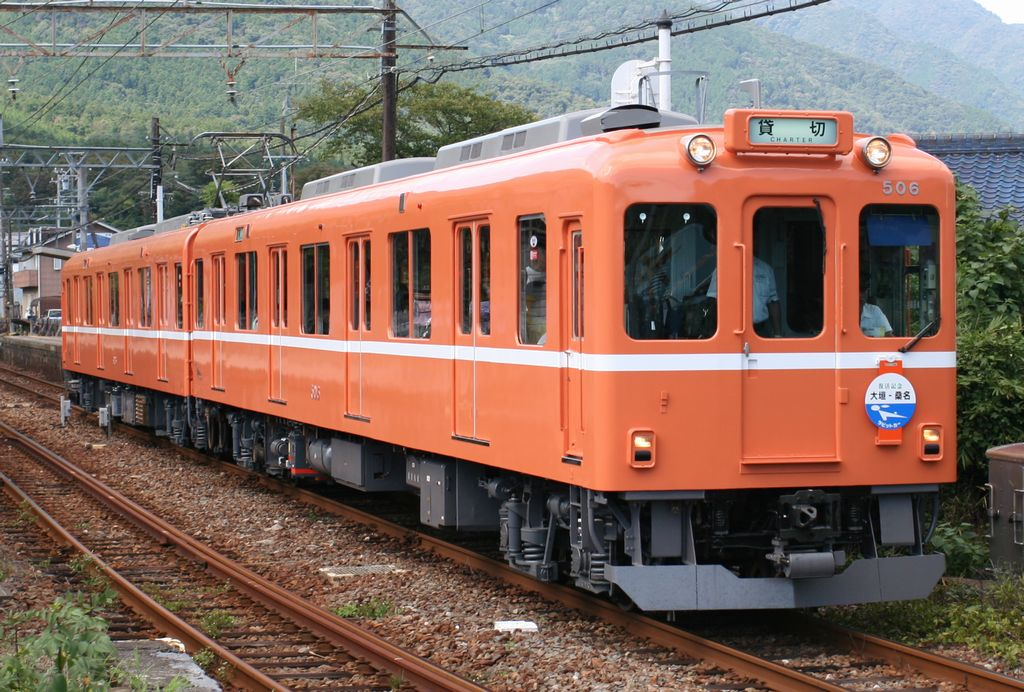
養老鉄道による復刻ラビットカー塗装 606F（旧モ6857号車－旧モ6858号車 美濃津屋にて）

冷房化改造されていた6855 - 6858は1993年に養老線に転出し、600系となった。
2007年に養老線を継承した養老鉄道に転籍したモ606・ク506（元6857・6858）は2009年9月にオレンジに白帯の「ラビットカー」塗装が復刻され、ラビットマークも復活させている。同年11月まで特製のヘッドマークが掲出されたが、一周年を迎えた2010年9月にも同年11月まで特製ヘッドマークが掲出された。

## 運用の推移
1957年9月12日に公式試運転を実施し、同年10月18日より運用を開始した。当初は阿部野橋駅 - 矢田駅間の普通列車に投入された。
運用開始当初より南大阪線、長野線、御所線の急行や準急でも使用されていた。運用開始当時は全車が天美検車区に配置された。その後天美検車区から古市検車区に全車転属している（現在は天美検車区への車両の配置自体がなくなっている）。
1969年の減速度引き下げ後は吉野線にも入線するようになった。他のカルダン駆動車との連結も可能となり、各駅停車に限らず大阪阿部野橋 - 古市・河内長野間を中心に急行や準急の増結車としての運用に入ることも多くなった。
1 - 2両の短編成ユニットの特性を活かし、大阪阿部野橋 - 古市間の沿線人口の急激な増加に対応すべく、主に3 - 4両編成が基本の6000系列（6000系・6020系・6200系）の増結用車両としての運用に、また、道明寺線に残っていた6411系の運用終了後（同系の運用終了後ワンマン化までの間は、2両編成であれば形式を限定せずに運用されていた）には、時折同線の運用にも就くこととなった。
廃車は1983年の6803Fから始まり、1993年に6855 - 6858が養老線に転出したのを最後に系列消滅した。モ6851は廃車後、古市検車区内の入換車として数年間機械扱いで使用し、後に解体された。